# 優素菲耶省
32°15′00″N 8°31′00″W / 32.2500°N 8.5167°W
優素菲耶省（阿拉伯语：‎）是摩洛哥的省份，位於該國西北部，由馬拉喀什-薩菲大區負責管轄，首府設於優素菲耶，面積3,000平方公里，2014年人口251,943，人口密度每平方公里84人。